# Van Wyck (Washington)
Van Wyck az Amerikai Egyesült Államok északnyugati részén, Washington állam Whatcom megyéjében elhelyezkedő önkormányzat nélküli település.
Van Wyck postahivatala 1891 és 1904 között működött. A település névadója Alexander Van Wyck.

## Fordítás
- Ez a szócikk részben vagy egészben  a   Van Wyck, Washington című angol Wikipédia-szócikk ezen változatának fordításán alapul.  Az eredeti cikk szerkesztőit annak laptörténete sorolja fel. Ez a jelzés csupán a megfogalmazás eredetét és a szerzői jogokat jelzi, nem szolgál a cikkben szereplő információk forrásmegjelöléseként.